# Malthonea itaiuba
Malthonea itaiuba là một loài bọ cánh cứng trong họ Cerambycidae.